# Sigtuna kontrakt
Sigtuna kontrakt var ett kontrakt i Uppsala stift inom Svenska kyrkan. Kontraktet utökades och namnändrades 2018  till Upplands södra kontrakt.
Kontraktskoden är 0108.

## Administrativ historik
Kontraktet bildades 1962 av
från Seminghundra och Ärlinghundra kontrakt
- Närtuna församling som 1972 överfördes till Sjuhundra kontrakt
- Gottröra församling som 1972 överfördes till Sjuhundra kontrakt
- Vidbo församling som 1998 uppgick i Skepptuna församling
- Husby-Långhundra församling
- Skepptuna församling som 1998 uppgick i Skepptuna församling
- Lunda församling
- Skånela församling som 1998 uppgick i Norrsunda församling
- Norrsunda församling
- Odensala församling som 1998 uppgick i Husby-Ärlinghundra församling
- Husby-Ärlinghundra församling
- Sigtuna församling
- Sankt Olofs församling som 2002 uppgick i Sigtuna församling
- Sankt Pers församling som 2002 uppgick i Sigtuna församling
- Vassunda församling
- Haga församling som 2002 uppgick i Sigtuna församling
- Alsike församling
- Knivsta församling

från Uppsala domprosteri och Vaksala kontrakt
- Lagga församling
- Östuna församling

År 1998 bildades Valsta församling.
År 1998 tillfördes från Lagunda kontrakt
- Bro församling
- Håbo-Tibble församling som 2006 uppgick i Bro församling
- Låssa församling som 2006 uppgick i Bro församling
- Håtuna församling som 2010 uppgick i Bro församling
- Övergrans församling
- Yttergrans församling som 2010 uppgick i Kalmar-Yttergrans församling
- Kalmar församling som 2010 uppgick i Kalmar-Yttergrans församling
- Skoklosters församling
- Häggeby församling
- Kungsängen-Västra Ryds församling